# Kurt Krolop
Kurt Krolop (25. května 1930 Kravaře – 22. března 2016) byl německý germanista a literární historik, sudetoněmeckého původu, působící i na Univerzitě Karlově. Odborník na dějiny německé literatury v českých zemí.

## Biografie
Narodil se v severočeských Kravařích. Studoval na gymnáziu (chlapecká střední škola) v Litoměřicích. V létě roku 1946 byl s rodiči vysídlen do sovětské okupační zóny Německa a maturoval na škole Willy Lohmanna v Köthenu. Pak absolvoval studia germanistiky, slavistiky a anglistiky na Univerzitě Martina Luthera v Halle. Zde pak po tři roky působil jako asistent na katedře germanistiky.
Často se vracel studijně do Československa, poprvé v letech 1957–1962 jako lektor. Pak do roku 1967 pracoval jako vedoucí asistent na univerzitě v Halle. Podílel se spolu s tehdejším vedoucím katedry germanistiky na pražské univerzitě Eduardem Goldstückerem na výzkumu pražské německé literatury a německy psané literatury v českých zemích a na vydávání časopisu Germanistica Pragensia. Na vědecké konferenci v Liblicích v roce 1965 přednesl referát Ke vzniku a historii pražské německé literatury „expresionistického desetiletí“. V roce 1967 byl jmenován na post vedoucího oddělení pro výzkum pražské německé literatury při Československé akademii věd. V roce 1970 se vrátil do NDR, kde nejprve pracoval v nakladatelství Volk und Wissen, potom v letech 1980–1983 v Institutu pro klasickou německou literaturu ve Výmaru a od roku 1984 v Ústředním institutu pro literární historii při Akademii věd NDR, kde se specializoval na dějiny rakouské literatury 19. století, včetně díla Johanna Wolfganga Goetha a Karla Krause. Opětovně nastoupil na Filozofickou fakultu Univerzity Karlovy v Praze roku 1989. Byl pověřen vedením katedry germanistiky, nederlandistiky a nordistiky. V Praze vyučoval do roku 2000. V roce 1990 získal titul profesora.
V dubnu 2007 obdržel Spolkový kříž za zásluhy I. třídy a roku 2008 rakouský Čestný odznak Za vědu a umění.
Zemřel v březnu 2016.
Výbor z Krolopova díla, pojmenovaný Studie o německé literatuře, vydalo v roce 2018 nakladatelství Triáda.

## Charakteristika vědecké činnosti
Kurt Krolop byl především literární historik, který se tématům, jež ho zaujala, věnoval dlouhodobě a systematicky. Pro jeho vědeckou práci byla charakteristická pečlivost a důkladnost, jeho mimořádné faktografické znalosti i schopnost poutavě přednášet o literárních tématech i nacházet při psaní vědeckých publikací i při diskuzích na vědeckých konferencích nové souvislosti byly předmětem obdivu kolegů i studentů. Jak ve smutečním proslovu proneseném 11. dubna 2016 na pohřbu Kurta Krolopa uvedl Jiří Stromšík, jsou hlavními znaky Krolopovy vědecké práce objektivita, pojímaná ve smyslu Johanna Wolfganga von Goetha, a vyváženost. Krolop byl v odborných kruzích znám skepsí k ukvapeným generalizacím a teoriím formulovaným bez detailní znalosti problému.[zdroj?]

## Zajímavost
V 50. a 60. letech ještě bylo možné najít v pražských antikvariátech řadu knih, které napsali autoři pražské německé literatury či německy píšící autoři z Čech a Moravy nebo které měly k této problematice nějaký vztah. Této možnosti Krolop, který v této době působil i v německém vysílání Československého rozhlasu, v hojné míře využíval a položil tak základy své rozsáhlé knihovny, která je v odborné veřejnosti proslulá. K unikátům, které se mu podařilo zachránit pro vědecké bádání, patří i výtisk vzpomínek Leopolda von Chlumeckyho Erzherzog Franz Ferdinands Wirken und Wollen, vydaných v Berlíně v roce 1929, který vlastnil Ludwig Winder a pracoval s ním při psaní románu Následník trůnu. Román o Františku Ferdinandovi.[zdroj?]